# 温嶠
温 嶠（おん きょう、太康9年（288年）- 咸和4年4月23日（329年6月6日））は、中国東晋の政治家。字は太真、または泰真とも。本貫は并州太原郡祁県。魏の丞相主簿などを歴任した温恢の曾孫にあたる。祖父は温恭。父は温憺。

## 略歴

### 西晋時代
西晋の太康9年（288年）に太原郡祁県で生まれる。父の温憺は司徒まで登った伯父の温羨ら兄弟6人で「六龍」と並び称されたという。
温嶠も幼少の頃より博学にして容姿談論に優れ、17歳にして州群の辟召を受けたがこれには就かず、司隷校尉の都官従事となった。この時に当時太傅であった庾敳の斂財を恐れずに弾劾して名を上げ、庾敳も大器であると温嶠を賞賛した。後に東閤祭酒・上党県令となる。やがて平北将軍劉琨の軍に劉琨の妻が温嶠の従母であった縁から参加し、謀主として前趙の石勒との戦いで功を挙げ、劉琨が司空に登ると温嶠も右司馬にまで至った。
しかしながら前趙の強勢の前に西晋は次第に劣勢となり、永嘉5年（311年）には洛陽を失陥した。

### 東晋建国
建興4年（316年）、ついに西晋は前趙の劉曜に長安を攻め破られ滅びる。劉琨の軍団は鮮卑段部の段匹磾と同盟して辛うじて并州に勢力を保っていたが、既に前趙の勢力に囲まれ孤立無援の状態に陥っていた。
建武元年（317年）に劉琨は華北の回復は困難と判断して、江南の建康に寄る司馬睿に即位を促す使者として温嶠を遣わせた。江南では王導・庾亮・周顗らと友誼を結んで司馬睿を説き伏せ、大興元年（318年）に元帝として即位させて東晋建立に貢献。政権では東宮に入って太子左庶子に任ぜられ、皇太子司馬紹（後の明帝）の側近として信を得る。

### 王敦の乱
元帝は皇帝に即位したものの政権は有力貴族達、特に琅邪王氏の力が強大であり、こうした現状に不満を持った元帝は徐々に王導・王敦らを遠ざけ、劉隗・刁協ら自身の側近を重役に起用して中央集権化を進めようと図ったが、これに激怒した大将軍王敦は永昌元年（322年）に元帝に対して反乱を起こす（王敦の乱）。
王敦が叛逆したと聞くと司馬紹は迎撃に出馬しようとしたが、温嶠が馬車の鞅を剣で斬って諌めて思い留まらせた。結局この乱は官軍が惨敗し、元帝は圧力に屈して王敦と共に天下を治めることを約束させられた。政権を掌握した王敦は司馬紹の聡明さを警戒しており、悪評を流して排斥しようとしたが、温嶠が百官に司馬紹の器量を説いた為、王敦の目論見は失敗した。やがて元帝が失意の内に没すると司馬紹が明帝として即位、温嶠は中書監となる。その後は敢えて王敦の腹心の銭鳳に接近して友誼を結び、王敦の信任を得る。
太寧2年（324年）6月、王敦は温嶠を丹陽尹に任命して建康の朝廷を監視するように命じたが、ここで温嶠は王敦を見限って朝廷に王敦の再侵攻が近いので備えるようにと密告し、庾亮と共に王敦討伐の計画を語らった。7月には明帝が王敦討伐の兵を起こし、温嶠は持節・中塁将軍・都督東安北部諸軍事となり、王含率いる5万の軍勢を前に朱雀橋を焼き払って足止めし、水軍を自ら率いて王含を破るという功を立てた。王敦の乱鎮定後、建寧県開国公に封ぜられ邑1,800戸と絹5,400匹を賜り、前将軍に進んだ。
太寧3年（325年）8月に明帝が危篤となった際には王導・庾亮・司馬羕・卞壼・郗鑒・陸曄らと共に集められ、太子司馬衍を助けるように遺言された。

### 蘇峻の乱
明帝の死後、司馬衍が成帝として即位したが、まだ4歳の幼児で政務の実権は生母庾文君が垂簾聴政することとなり、実家である庾氏一族の権勢も高まったが、一方で明帝死後の恩賞を巡って中書令庾亮と祖約・陶侃ら有力軍閥の対立が深まった。
咸和元年（326年）、庾亮は先の王敦の乱鎮定に功を挙げた歴陽郡太守蘇峻の増長を危惧し、温嶠を都督江州諸軍事・江州刺史として武昌に鎮させた。
咸和2年（327年）10月、庾亮は蘇峻の軍権を剥奪するべく朝廷に召喚しようと画策。強引な手法を取ろうとする庾亮に王導、卞壼らと共に温嶠もこれを諌めたが、庾亮の決意は覆らず蘇峻を大司農に任命して中央に呼び出した。蘇峻はこれに激怒して庾亮に反感を抱く祖約と結託して庾亮誅伐の兵を起こした（蘇峻の乱）。
この事態に温嶠も急ぎ兵を率いて建康の守備に参じようとするが、庾亮は西方の陶侃が連携して乱を起こす事を危惧して温嶠に江州にとどまるよう指示した。しかし、これが災いして官軍は蘇峻の軍に大敗し、咸和3年（328年）2月に建康は反乱軍の手に落ち、庾亮も命からがら追手から逃れ温嶠の元に匿われた。同年1月、温嶠は建康を奪還する下準備として鎮を尋陽に移し、4月には庾亮とともに7,000の兵を集めたが蘇峻討伐には充分でないとして庾亮に未だ旗色が鮮明でない陶侃との会談を勧めた。この会談で庾亮と陶侃は和解し、陶侃が官軍に参戦。また、温嶠は郗鑒にも遣いを送り協力を取り付けることに成功した。5月には陶侃の軍と合流してついに蘇峻の軍と交戦状態に入り、温嶠配下の毛宝の水軍が祖約を撃破して合肥を押さえ、9月に白石の戦いでついに蘇峻を討ち果たした。
咸和4年（329年）1月には蘇峻の残党を掃討して蘇峻の乱を鎮め、乱鎮定に多大な功を挙げた。乱後、温嶠は焦土と化した建康に替わって首都を豫章に移すように提案したが王導に反対され実現しなかった。同年3月には論功で驃騎将軍・開府儀同三司・散騎常侍・始安郡公となり、邑3,000戸を加増された。
しかし、乱鎮定の論功よりわずか1カ月後に急死する。享年42。遺体は豫章に埋葬された。その死後、成帝より侍中・大将軍、銭百万・布千匹を追贈され、忠武と諡された。

## 子女
- 温放之 - 字は弘祖。使持節・輔国将軍・交州刺史を歴任し、始安公に封じられた。
- 温式之 - 字は穆祖。散騎常侍をつとめた。
- 温瞻
- 温光

## 桓温の名前の由来
温嶠は桓温の父の桓彝と交友があり、桓温が生まれて間もない頃、温嶠がその泣き声を聞いて将来性に太鼓判を押したため「温」と名付けたという。このとき温嶠は「果たして爾らば後、將に吾が姓を易へんとす」と桓温が後に高貴な身分になり「温」の字が使えなくなることを予見したとあるが、実際に後に東晋に禅譲を迫って桓楚を建国した桓温の末子の桓玄が「温」がつく者を改めさせる詔勅を発布している。

## 伝記資料
- 『晋書』巻67 列伝第37
- 『資治通鑑』